# Джон Негропонте
Джон Дімітрі Негропонте (англ. John Dimitri Negroponte; нар. 21 липня 1939, Лондон, Велика Британія) — американський дипломат грецького походження. Він є науковим співробітником і викладачем міжнародних відносин Інституту глобальних питань Джексона Єльського університету, обіймав посаду заступника держсекретаря США з 2007 по 2009, був директором Національної розвідки з 2005 по 2007.
У 1960 році закінчив Єльський університет. Володіє англійською, іспанською, французькою та в'єтнамською мовами.
У 1960–1997 роках — на дипломатичній службі. Негропонте був послом у Гондурасі (1981–1985), помічником держсекретаря у справах океанів, навколишнього середовища та науки (1985–1987), заступником радника президента з національної безпеки (1987–1989), послом у Мексиці (1989–1993) і послом на Філіппінах (1993–1996). У 1997–2001 роках — виконавчий віце-президент з глобальних ринків у компанії McGraw-Hill. У 2001 році призначений Джорджем Бушем представником США в ООН.